# Gent Strazimiri
Gent Hysen Strazimiri (ur. 6 października 1972 w Tiranie) – albański prawnik i polityk, deputowany do Zgromadzenia Albanii z ramienia Partii Demokratycznej, wiceminister spraw wewnętrznych w latach 2007-2009.

## Życiorys
W 1996 roku ukończył studia prawnicze na Uniwersytecie Tirańskim. Pracował jako radca prawny dyrektora generalnego przedsiębiorstwa Korporata Elektroenergjitike Shqiptare Sh.a., następnie udzielał porad prawnych w zakresie prawa handlowego.

### Działalność polityczna
Od 1990 roku jest członkiem Demokratycznej Partii Albanii. W latach 1996–1998 był członkiem prezydium partyjnej młodzieżówki – Forum Młodzieżowego Demokratycznej Partii Albanii; był wiceprzewodniczącym jej struktur w Tiranie. W 1998 roku awansował na stanowisko przewodniczącego tej organizacji, które piastował do 2000 roku. 
W 2001 roku był rzecznikiem koalicji Unia dla Zwycięstwa.
W latach 2007–2009 był członkiem Rady Miejskiej Tirany, w tym samym okresie pełnił funkcję wiceministra spraw wewnętrznych. Jako wiceminister, dnia 30 października 2007 roku wziął udział w międzyresortowej konferencji dotyczącej zagrożeń spowodowanych m.in. klęskami żywiołowymi; konferencja odbyła się w Budapeszcie. 28 kwietnia 2009 roku wraz z czeskim ministrem spraw wewnętrznych Ivanem Langerem podpisał umowę o albańsko-czeskiej współpracy w sprawie przeciwdziałaniu przestępczości zorganizowanej.
Od 2009 roku jest deputowanym do Zgromadzenia Albanii z ramienia Partii Demokratycznej, pełnił funkcję rzecznika grupy parlamentarnej tej partii. Był członkiem parlamentarnej Komisji do spraw Prawnych, Administracji Publicznej i Praw Człowieka oraz Komisji ds. Edukacji i Środków Informacji Publicznej.

## Kontrowersje
W maju 2014 roku na terenie parlamentu doszło do bójki między Gentem Strazimirem a dwoma deputowanymi z Partii Socjalistycznej: Xhemalem Qefalią i Armando Prengą. W lipcu tego roku Strazimiri został pobity przez innych deputowanych Partii Socjalistycznej: Arbena Ndokę i Pjerina Ndreu; powodem pobicia miały być niewygodne według socjalistów wypowiedzi Strazimiriego. Nagranie, przedstawiające przebieg tego incydentu, zostało zarejestrowane przez jedną z kamer oraz trafiło do Prokuratury Generalnej. Po zakończeniu czynności śledczych Ndoka i Ndreu zostali oskarżenie o popełnienie przestępstwa pobicia.
W marcu 2016 Strazimiri został aresztowany pod zarzutem nielegalnego posiadania broni.
W styczniu 2018 podczas swojego przemówienia w Zgromadzeniu Albanii stwierdził, że osoby wierzące powinni być przeciwni Socjalistycznej Partii Albanii, nazywając ją "partią ateistów".